# Ramariaceae
Famille
Synonymes
- Gomphaceae Donk, 1961 (préféré par NCBI[2] et MycoBank[1])
- Clavariadelphaceae Corner, 1970[1]

Les Ramariaceae Corner 1970 sont une famille de champignons basidiomycètes, dans l'ordre des Gomphales. Ils évoquent en effet presque tous la structure d'un petit arbre, dont les branches seraient toutes dirigées vers le haut, ce qui leur vaut le nom de Clavaires ou « Ramaires » (en raison de leur forme en rameaux) mais sont également appelés Coral fungus en anglais (champignon - corail) en raison de leur ressemblance avec certains coraux.
Cette famille n'est plus valide dans les classifications[Lesquelles ?] plus récentes[Quand ?] et considérée comme étant un synonyme de Gomphaceae,.